# Жан IV де Мелён
Жан IV де Мелён (фр. Jean IV de Melun; около 1396 — 15 февраля 1484, Антуан) — виконт де Мелён, бургграф Гента, бургундский государственный деятель, рыцарь ордена Золотого руна.

## Биография
Сын Гуго де Мелёна, бургграфа Гента, сеньора д’Антуан и д’Эпинуа, и Беатрисы де Бомон-Бозар.
Унаследовал сеньории Антуан и Эпинуа, в 1415 году стал виконтом Мелёна после гибели двоюродного брата Гильома IV в битве при Азенкуре.
В 1410 назначен на должность бургграфа Гента, которую ранее занимал его отец, затем стал коннетаблем Фландрии.
В 1432 на капитуле в Брюгге принят в число рыцарей ордена Золотого руна.

## Брак и дети
1-я жена: с 21 октября 1419 Жанна де Люксембург (ум. 1420), дама де Соттенген, дочь Жана де Люксембурга, сеньора де Бовуар и де Ришбур, и Маргариты д’Энгиен, графини де Бриенн и де Конверсано.
2-я жена: с 5 апреля 1421 Жанна д’Абвиль (ум. 11 января 1480), дама де Бурб, де Домваст, де Комон и др., дочь Эдмона д’Абвиля, сеньора де Бурб, и Жанны де Рели.
Дети:
- Жан V де Мелён (ум. 25 октября 1513) сеньор д’Антуан и д’Эпинуа, бургграф Гента, барон де Рони, коннетабль Фландрии.
- Филиппа де Мелён (ум. 1450/1456), дама де Соттенгьен. Муж: с 1441 Тибо де Люксембург (ум. 1477), сеньор де Фиенн.
- Елена де Мелён (ум. 25 июля 1473). Муж: с 1454 Шарль д'Артуа (ум. 1472), граф д’Э.
- Бонна де Мелён (ум. 21 января 1446). 1-й муж: Жан Пьер де Сент-Альдегонд, сеньор де Нуаркарм; 2-й муж: Жосслен де Хальвейн, сеньор де Пиенн.